# Serafin (Siliczew)
Serafin, imię świeckie Leonid Kuźmicz Siliczew (ur. 4 maja?/16 maja 1892 w Biriuczu, zm. 15 września 1937 w Saratowie) – rosyjski biskup prawosławny.

## Życiorys
Pochodził z rodziny kupieckiej. Ukończył seminarium duchowne w Nowoczerkasku w 1912, a następnie w 1916 Piotrogrodzką Akademię Duchowną. Zmobilizowany do armii rosyjskiej, szybko został uznany za niezdatnego do służby i zwolniony. Od 1916 do 1921 był nauczycielem języka i literatury rosyjskiej w różnych szkołach Jekaterynosława na Ukrainie.
5 listopada 1921 złożył wieczyste śluby mnisze w monasterze św. Michała Archanioła o Złotych Kopułach w Kijowie. W tym samym klasztorze został 8 listopada 1921 wyświęcony na hierodiakona. 11 listopada tego samego roku biskup jelizawietgradzki Eulampiusz wyświęcił go na hieromnicha. 13 listopada został podniesiony do godności archimandryty i mianowany przełożonym monasteru Samarskiego św. Mikołaja  pobliżu Nowomoskowska (eparchia jekaterynosławska). Funkcję tę pełnił do 1922. 12 marca tego roku w Katedrze Przemienienia Pańskiego w Jekaterynosławie  został wyświęcony przez biskupa Jekaterynoslawa i Mariupola Agapita  na biskupa pawłogradzkiego, wikariusza eparchii jekaterynosławskiej. 
W tym samym roku ogłosił swoje przejście do Żywej Cerkwi i w jej ramach objął katedrę pawłogradzką. W maju 1922 został aresztowany; przebywał do 1924 w więzieniach, początkowo w Jekaterynosławiu, a następnie w Charkowie. W 1924 złożył akt pokutny i wrócił do Rosyjskiego Kościoła Prawosławnego. Do 1925 był locum tenens eparchii samarskiej z tytułem biskupa syzrańskiego. Następnie od 1925 do 1926 jako biskup rybiński zarządzał eparchią jarosławską i rostowską. Od 1925 do 1926 był biskupem pomocniczym eparchii moskiewskiej z tytułem biskupa podolskiego. W 1927 przebywał w Nogińsku na zsyłce.
W lipcu 1927 zarządzał jako locum tenens, z tytułem biskupa azowskiego, eparchią rostowską. W tym samym roku mianowany biskupem rostowskim i taganroskim. Równocześnie zarządzał eparchią dońską. W 1929 podniesiony do godności arcybiskupiej. W 1932 został skazany na trzy lata łagru za „uczestnictwo w nielegalnej grupie cerkiewno-monarchistycznej”.
W 1934 był arcybiskupem swierdłowskim, zaś od 1935 do 1936 – saratowskim. W 1936 został ponownie aresztowany i skazany na siedem lat pozbawienia wolności. W roku następnym, 15 września, rozstrzelany w Saratowie.